# Skillinge
Skillinge – miejscowość (tätort) w Szwecji, w regionie administracyjnym (län) Skania, w gminie Simrishamn.
Według danych Szwedzkiego Urzędu Statystycznego liczba ludności wyniosła: 975 (31 grudnia 2015), 958 (31 grudnia 2018) i 944 (31 grudnia 2019).